# تمبل جراندين

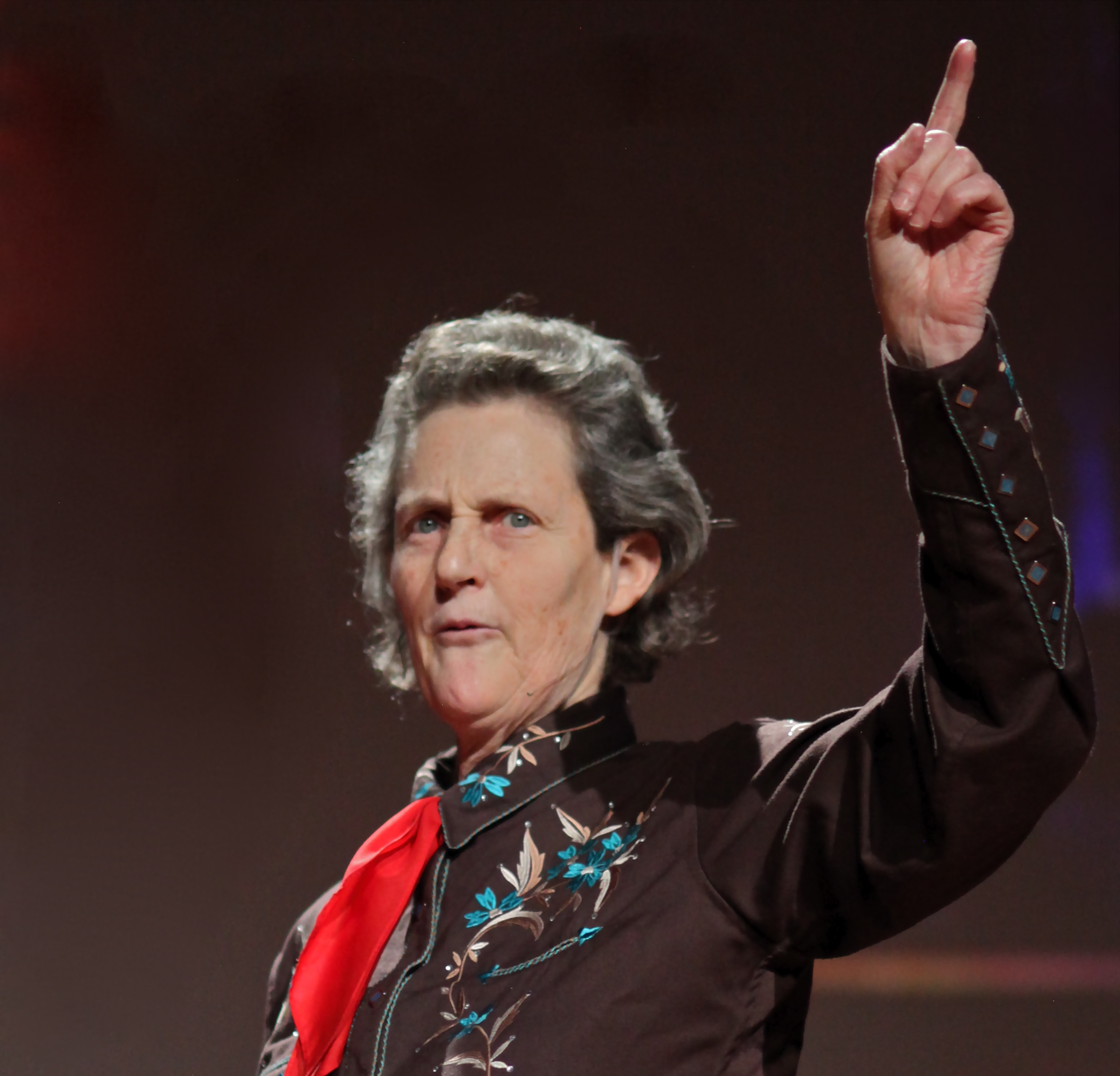
تمبل غراندين في مؤتمر تيد عام 2010

تمبل غراندين (بالإنجليزية: Temple Grandin)‏ (ولدت في 29 أغسطس 1947) هي أستاذة في علم الحيوان في جامعة ولاية كولورادو، ومؤلفة للكتاب الأكثر مبيعاً، واستشارية في سلوك الحيوانات في مجال المواشي. اشتهرت غراندين التي تعاني من التوحد ذو الأداء الوظيفي العالي من خلال نشاطاتها من أجل مرض التوحد، واختراعها لآلة العناق المصممة للأشخاص ذو الحساسية المفرطة. انتج لها فلم عام 2010 يحكي سيرتها الذاتية.

## بداية حياتها وتعليمها
ولدت غراندين في بوسطن، ماساشوستس لأبويها ريتشارد غراندين وأوستايشا كاتلر، وشخصت حالتها بالتوحد عام 1950. وضعت غراندين في حضانة خاصة بعد أن شخص الأطباء حالتها بتلف دماغي، وترى أنها حظيت بمدرسين جيدين هناك. تحدثت والدتها مع طبيب اقترح عليها علاج النطق، وعينت مربية كانت تقضي الساعات تلعب ألعاب تبادل الأدوار مع غراندين وأختها.
بدأت غراندين بالتحدث في سن الرابعة وأحرزت تقدم، وتعتبر نفسها محظوظة لأنها حظيت بموجهين متعاونين ابتداء من المدرسة الابتدائية، لكنها ترى أن المدرسة المتوسطة والثانوية كانت أسوء أجزاء حياتها، حيث كانت الطالبة المجتهدة التي يحاول الجميع إغاظتها، وكان الناس يدعونها بـ «شريط التسجيل» عندما تعبر الشارع، لأنها كانت تردد كل شيء مراراً وتكراراً. تقول غراندين «قد يضحكني ذلك الآن، ولكنه كان أمراً مؤلماً في الماضي.»
تخرجت غراندين من مدرسة هامبشاير كونتري عام 1966، وهي مدرسة داخلية للأطفال الموهوبين في راندج نيو هامبشير، ثم ذهبت إلى كلية فرانكلين بيرس الموجودة في راندج أيضاً لتحصل على درجة البكالوريوس في علم النفس في عام 1970، وحصلت على الماجستير في علم الحيوان من جامعة ولاية أريزونا عام 1975، ودرجة الدكتوراه في علم الحيوان من جامعة إلينوي في أوربانا شامبين عام 1989.

## نشاطها في مجال التوحد وشهرتها
أصبحت غراندين معروفة بعد أن وصفها أوليفر ساكس في العنوان السردي لكتابه «عالم الأنثروبولوجيا على سطح المريخ» (1995)، العنوان مستمد من وصف غراندين لشعورها بالقرب من الأشخاص العاديين، وتحدثت لأول مرة في العلن عن التوحد في منتصف الثمانينات بطلب من روث سي سولفيان، أحد مؤسسي جمعية التوحد الأمريكية الذي قال:
تدعو غراندين بناء على تجربتها الخاصة إلى التدخل المبكر لمعالجة التوحد، والمعلمين الداعمين الذين لهم القدرة على توجيه عادات أطفال التوحد إلى اتجاهات مثمرة. ووصفت حساسيتها المفرطة للإزعاج والمحفزات الحسية الأخرى. تقول غراندين أنها مفكرة بصرية في المقام الأول، وأن الكلمات هي لغتها الثانية، وتعزو نجاحها كمصممة لمرافق الماشية الإنسانية إلى قدرتها على تذكر التفاصيل، التي تعتبر سمة من سمات ذاكرتها البصرية. وتقارن غراندين ذاكرتها بأفلام طويلة في رأسها، التي ممكن إعادتها إذا شاءت مما يسمح لها بملاحظة التفاصيل الصغيرة. وتستطيع أيضاً عرض ذكرياتها باستخدام سياق مختلف قليلاً بتغيير مكان الضوء والظلال. فهمها لعقلية الماشية علمها قيمة التغير في التفاصيل التي تعتبر الحيوانات حساسة تجاهها خاصة، وعلمها أن تستخدم مهاراتها البصرية لتصميم معدات سير للحيوانات مدروسة وإنسانية.
تُعتبر تمبل غراندين زعيم فلسفي في مجالي رعاية الحيوان والتوحد، وتذكر كلا الحركتين أعمالها في رعاية الحيوانات ودراسة الأعصاب والفلسفة. تعرف غراندين جيداً الشعور بالتهديد من كل شيء في محيطها، ومن أن ينبذها الآخرين ويخافونها، وهذا ما يحفزها في سعيها لتعزيز التعامل الإنساني مع الماشية. ويضم موقعها الإلكتروني مدخل كامل حول كيفية تحسين معايير الذبح في مزارع الماشية والمصانع.
«الحيوانات ليست أشياء» هي واحدة من أهم مقالاتها حول رعاية الحيوانات، والتي تثبت فيها أن الحيوانات تعتبر تقنياً ممتلكات في مجتمعنا، لكن القانون يعطيها حقوق أو حماية أخلاقية. وتقارن خصائص وحقوق ملكية أبقار مقابل امتلاك مفكات براغي، مبينة كيف يمكن استخدام كلاهما لخدمة أغراض إنسانية بطرق عديدة، لكن عندما تأتي إلى إلحاق الألم، هناك اختلاف أساسي في الخصائص. يستطيع شخص ما قانونياُ سحق أو طحن مفك براغي، لكنه لا يستطيع قانونياً تعذيب حيوان.

## حياتها الشخصية

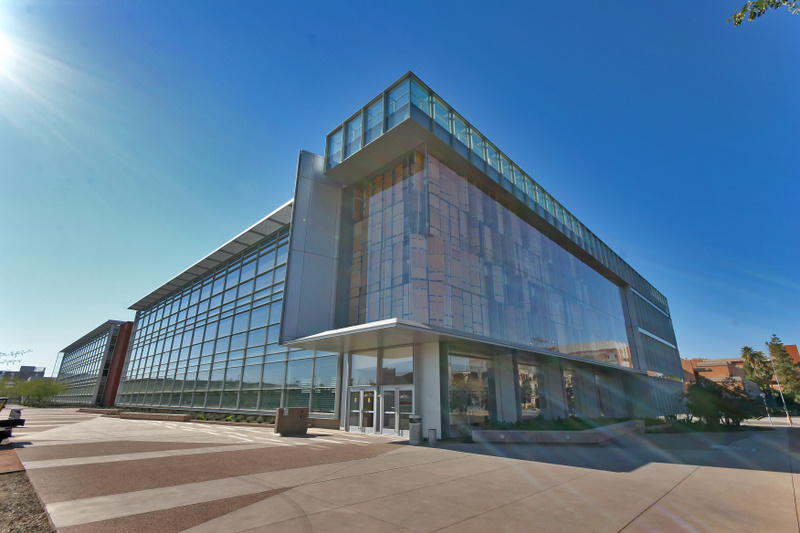
مباني التصميم الحيوي في جامعة ولاية أريزونا

تقول غراندين أن العلاقات العاطفية التي يتمتع بها الناس ليست جزء منها، وهي لم تتزوج وليس لديها أطفال. وتتضمن اهتماماتها إلى جانب عملها في علم الحيوان والرعاية وحقوق مرضى التوحد، ركوب الخيل وقصص الخيال العلمي والكيمياء الحيوية. وتصف العلاقات الاجتماعية بالمملة وليس لديها أي اهتمام بقراءة أو مشاهدة أفلام عن مواضيع عاطفية أو علاقات.
أشارت غراندين في سيرتها الذاتية أن التوحد يؤثر في جميع جوانب حياتها. يجب أن ترتدي ملابس مريحة لتخفف من اضطرابات التكامل الحسي لديها ونظمت أسلوب حياتها بطريقة تتفادى فيها العبء الحسي. وتتناول مضادات الاكتئاب بانتظام، ولكنها توقفت عن استخدام جهاز العناق الذي ابتكرته في الثامنة عشر من عمرها كنوع من علاج تخفيف التوتر، وقالت أنها توقفت عن استخدامه في فبراير 2010: «لقد تعطل الجهاز قبل سنتين، ولم أقم بإصلاحه. أنا مهتمة أكثر بمعانقة الناس الآن.»
بالرغم من كل هذا القلق تقول تمبل: «لو استطيع أن أصبح طبيعية بطرفة عين لن أفعل ذلك. التوحد أصبح جزء من هويتي الآن.»

## روابط خارجية
- تمبل جراندين على موقع IMDb (الإنجليزية)
- تمبل جراندين على موقع الموسوعة البريطانية (الإنجليزية)
- تمبل جراندين على موقع ميوزك برينز (الإنجليزية)
- تمبل جراندين على موقع إن إن دي بي (الإنجليزية)
- تمبل جراندين على موقع قاعدة بيانات الفيلم (الإنجليزية)